# Konstanty Pągowski

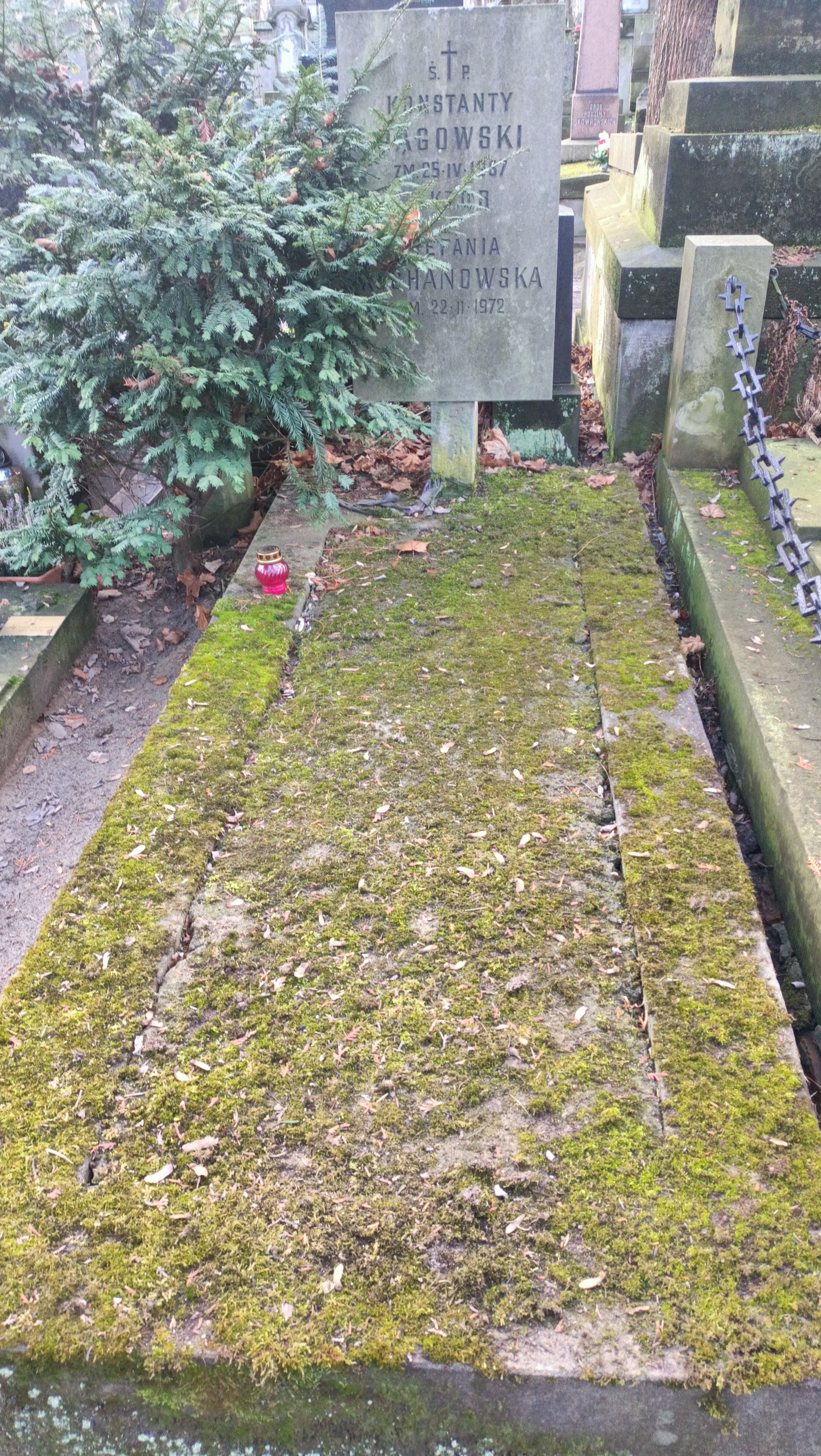
Grób Konstantego Pągowskiego na Cmentarzu Powązkowskim

Rafał Konstanty Pągowski (ur. 19 października 1890 w Płońsku, zm. 25 kwietnia 1967 w Warszawie) – polski aktor teatralny i filmowy. 

## Życiorys
Urodził się w rodzinie Mikołaja i Marii z Orlińskich. W 1921 roku ukończył studia (klasa dramatyczna przy Szkole Muzycznej Z. Płoszko-Iwanowskiej w Warszawie). W latach 1922–1931 należał do zespołu Reduty, gdzie grał m.in. role: Fujarkiewicza w Domu otwartym M. Bałuckiego, Pustaka w Fircyku w zalotach F. Zabłockiego, Juklego w Sędziach S. Wyspiańskiego. Występował w krakowskim Teatrze im. J. Słowackiego, grając m.in. Księdza Logę w Fantazym i Grzegorza w Kordianie J. Słowackiego, Starca w Wyzwoleniu S. Wyspiańskiego. Następnie był aktorem teatrów w Warszawie (Ateneum), w Poznaniu (T. Polski) i Łodzi (T. Miejski). W latach 1940–1941 grał w Wilnie w Teatrze Polskim. Po zajęciu miasta przez Niemców pracował jako ogrodnik. W sezonie 1944/45 wrócił do Polskiego Teatru Dramatycznego w Wilnie. Po wojnie występował w teatrach w Toruniu (Teatru Ziemi Pomorskiej) i Łodzi (Teatrze Wojska Polskiego i Teatrze Kameralnym Domu Żołnierza). W tym czasie prowadził też wykłady z charakteryzacji w PWST w Łodzi. Od 1949 roku grał w teatrach warszawskich: Współczesnym, Polskim, Narodowym, Nowej Warszawy.
Do najważniejszych ról tego okresu należą m.in.: Tobiasz Czkawka w Wieczorze Trzech Króli Szekspira, Tielegin w Wujaszku Wani Czechowa. Pisano o Pągowskim, że był aktorem kultywującym piękne tradycje Reduty.
Zmarł 25 kwietnia 1967 w Warszawie. Pochowany na cmentarzu Powązkowskim (kwatera J-5-12).

## Ordery i odznaczenia
- Srebrny Krzyż Zasługi (19 czerwca 1927)[2]

## Filmografia
- 1967: Stawka większa niż życie (odc. 14 Edyta) - chłop, klient zegarmistrza; nie występuje w czołówce,
- 1960: Spotkania w mroku - ksiądz,
- 1949: Dom na pustkowiu - kolejarz,
- 1946: Zakazane piosenki - dozorca Antoni,
- 1946: W chłopskie ręce - Filip.